# 16231 Jessberger
16231 Jessberger (2000 ES130) là một tiểu hành tinh vành đai chính.